# جردن ایکوکو
جردن ایکوکو (انگلیسی: Jordan Ikoko؛ زادهٔ ۳ فوریهٔ ۱۹۹۴) بازیکن فوتبال اهل فرانسه است که در پست مدافع برای تیم سپاهان 
بازی می‌کند.
از باشگاه‌هایی که در آن بازی کرده‌است می‌توان به باشگاه فوتبال لو آور، باشگاه فوتبال لانس، باشگاه فوتبال پاری سن-ژرمن و باشگاه فوتبال گنگام اشاره کرد.
وی همچنین در تیم‌های ملی فوتبال زیر ۱۶ سال فرانسه، زیر ۱۷ سال فرانسه، زیر ۱۸ سال فرانسه، زیر ۱۹ سال فرانسه، زیر ۲۰ سال فرانسه، زیر ۲۱ سال فرانسه، و جمهوری کنگو بازی کرده‌است.